# Aquileo (Jonia)
Aquileo (griego antiguo Ἀχιλλεῖον) fue una antigua ciudad griega de Jonia. 
En 398 a. C., soldados de Aquileo formaron parte del ejército que, bajo el mando del espartano Dercílidas, se enfrentó a tropas del Imperio aqueménida dirigidas por los sátrapas Tisafernes y Farnabazo II, que habían cruzado el río Meandro. Cuando se produjo el encuentro entre ambos ejércitos, de las tropas de Dercílidas, los efectivos peloponesios estaban preparados para luchar, pero parte de los de las ciudades de Priene y de Aquileo, y los de las islas y ciudades jonias huyeron y los que quedaron daban pruebas de que no resistirían. Sin embargo, Tisafernes envió unos delegados a parlamentar con Dercílidas y llegaron a un acuerdo mediante el cual tomaron garantías y rehenes y los ejércitos se retiraron, el griego a Leucofris y el asiático a Trales de Caria. Al día siguiente en el lugar que habían convenido negociaron la paz. El rey persa dejaría ser autónomas a las ciudades griegas y el ejército griego y los harmostas lacedemonios cruzarían de vuelta el mar Egeo.
En otro pasaje, Jenofonte sitúa Aquileo entre las ciudades del valle del río Meandro, al igual que Priene y Leucofris, donde el espartano Tibrón estableció sus bases para luchar contra Estrutas.
El geógrafo bizantino Esteban de Bizancio cita también un fuerte llamado Aquileo pero situado junto a Esmirna y, por tanto, no es identificable con la Aquileo del Meandro.
Se desconoce su localización exacta.